# Battle Chess
Battle Chess est un jeu vidéo d'échecs sorti en 1988 sur Amiga, puis a été porté sur 3DO, AmigaCD32, Amiga CDTV, Apple IIGS, Archimedes, Atari ST, Commodore 64, DOS, Mac OS et Nintendo Entertainment System. Développé et édité par Interplay, le jeu a été conçu par Todd Camasta, Michael Quarles, Jayesh J. Patel et Bruce Schlickbernd.
Battle Chess s'est rendu célèbre de par les animations des pièces lorsque le joueur les déplace ou les fait attaquer. Certaines de ces animations sont inspirées de films ; ainsi le combat de deux cavaliers ("chevaliers" en anglais) vient de la scène du chevalier noir de Sacré Graal ! des Monty Python, et le combat du fou contre le roi vient des Aventuriers de l'Arche Perdue.
Le concept du jeu serait venu du jeu d'échecs holographique, le dejarik, auquel Luke et Chewbacca jouent dans le premier épisode de Star Wars.
La version Commodore 64 a été réalisée par Silicon & Synapse, qui deviendra peu après Blizzard Entertainment, tout comme sa suite, Battle Chess II, sur Amiga et PC.
En 1991 sort sur PC Battle Chess Enhanced Edition, aussi appelé Battle Chess édition multimédia. Le jeu reste le même mais avec des graphismes SVGA profitant du support CD-Rom et une bande son en qualité CD. Cette version sera portée sur 3DO.

## Système de jeu
Le jeu peut être joué contre un joueur humain, en réseau local ou contre l'I.A.. Le jeu étant destiné à un public moyen, l'I.A. est assez simple. Le niveau de jeu convient à un débutant, niveau 7-8 ans, ou en première année de club. Un principal risque est d'être tenté de se lancer dans des échanges loufoques dans l'unique but de voir les animations amusantes lorsqu'une pièce en prend une autre.

## Suites et remake
- Battle Chess II (un jeu d'échecs chinois), 1991
- Battle Chess 4000, 1992
- Battle Chess: Game of Kings, 2015 (remake)